# Otto I van Griekenland
Otto I Frederik Lodewijk van Griekenland (Grieks: Όθων, Βασιλεύς της Ελλάδος, Othoon, Basileus tes Ellados, Otto Alfa - de eerste -, Koning der Grieken) (Salzburg, 1 juni 1815 — Bamberg, 26 juli 1867) was van 6 februari 1832 tot 23 oktober 1862 de eerste koning van Griekenland.

## Biografie
Toen Griekenland in 1832 door het Congres van Londen onafhankelijk verklaard werd, reisden Griekse diplomaten de Europese hoven af om een koning voor hun bevrijde land te vinden. Maar géén regerende vorst wilde zomaar een zoon naar de Griekse heksenketel sturen. Het was verre van rustig in het land, en in 1831 werd de president ad interim, Ioannis Kapodistrias, nog neergeschoten in de voorlopige hoofdstad Nauplion. Leopold van Saksen-Coburg-Gotha kreeg de Griekse troon aangeboden, maar hij verkoos uiteindelijk het rustiger België, dat in 1830 ook onafhankelijk was geworden. Ook prins Frederik der Nederlanden, zoon van koning Willem I, kreeg de Griekse troon aangeboden, maar hij bedankte voor de eer omdat hij geen koning wilde worden van een land waarvan hem de taal en de cultuur vreemd waren.
In 1832 werd Griekenland dan toch een koninkrijk; de bijna zeventienjarige prins Otto van Beieren, zoon van de filhelleen Lodewijk I en diens vrouw Theresia uit het Huis Wittelsbach, beklom de troon als Otto I, eerste koning van Griekenland. Otto ging in 1833 aan land, voorafgegaan door een Beiers operetteleger.
De jonge, toegeeflijke en niet bijster talentvolle koning was niet de geschikte man om het verarmde en verwoeste land met zijn grote schuldenlast te saneren. Hij regeerde als absoluut monarch, bijgestaan door Beierse adviseurs en ambtenaren, steunend op een legertje van goedbetaalde Beierse vrijwilligers. De koning en zijn regering verlieten in 1834 Nauplion, want Athene was verkozen als nieuwe hoofdstad.

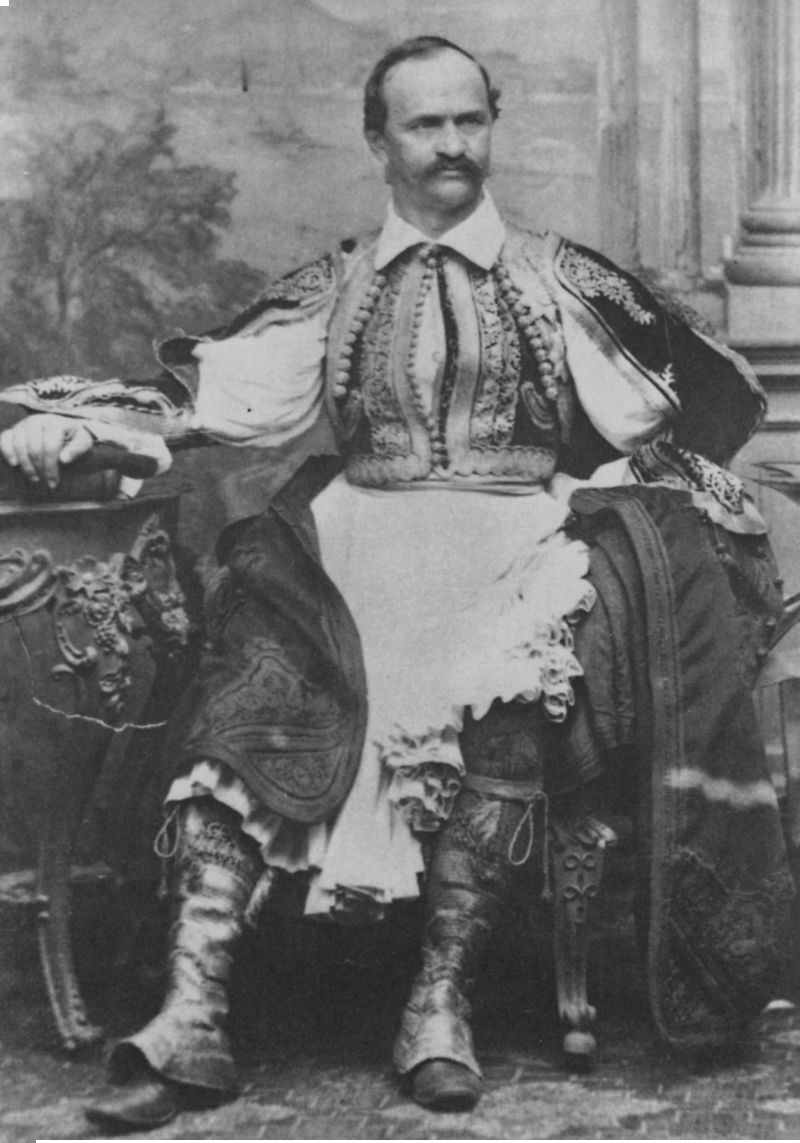
Otto in 1865

De ontevredenheid groeide en in 1837 moest de koning zijn Beierse ministers door Griekse vervangen. In 1843 dwong een revolutie hem een grondwet ("Sýntagma") af, naar Belgisch model. Maar ook na het toestaan van de grondwet, die hij in de praktijk als een vod papier beschouwde, bleef Otto impopulair. Hij wist zich echter heel de tijd staande te houden door nadrukkelijk te wapperen met de banier van de "Megalè Idéa" ("Grote Gedachte"), de politieke ideologie die geënt was op de oude idee van het herstel van het Byzantijnse Rijk. Zo gaf de koning toch vorm en leiding aan een opbloeiend Grieks nationalisme.
In 1862 waren de meeste Grieken zo uitgekeken op hun kinderloze koning dat hij na een nieuwe opstand tot afstand van de troon werd gedwongen. Otto en zijn koningin Amalia (dochter van groothertog August van Oldenburg) verlieten het land, waarna een rumoerige tijd volgde.
Na het vertrek van Otto I leverde het Deense koningshuis Sleeswijk-Holstein-Sonderburg-Glücksburg een koning, en wel de zeventienjarige prins Willem, tweede zoon van Christiaan IX, die de naam van George I aannam.